# 차재욱
차재욱(車宰旭, 1985년 1월 1일 ~ )은 대한민국의 전직 스타크래프트 프로게이머출신 프로게임단 코치였다. 당시에는 CJ 엔투스 소속이었다.
[Oops]ClouD라는 아이디를 쓰며, 종족은 테란이다. 대한민국 공군 사병으로 복무한 그는데뷔 초기부터 거물 게이머들을 잡아내면서 자이언트 킬러라는 별명을 얻었다.
2002년부터 2008년까지 KOR 에 입단하며 프로게이머 생활을 시작했다. 이 당시 팀 동료인 한동욱과 함께 욱 브라더스라 불리며 활약했다.
2008년까지 하이트 스파키즈소속으로 프로게이머 활동을 하다가 2008년 11월 27일 공군 ACE에서 입대, 공군 ACE에서 활약 하였다. 2009년 11월 29일 웅진전에서 정종현을 상대로 1,254일 만에 승리를 했다.
2010년 12월 30일 만기 전역 후 은퇴하였으며, 2011년 1월 16일에는 하이트 엔투스(현 OGN 엔투스) 코치로 임명되었다.
2011년 7월 16일에 부친상을 당한 이후 2011년 1월 27일에 영등포구에서 오리고깃집에 생큰통오리 영등포점 사업을 물려받는다며 하이트 엔투스(현 OGN 엔투스)의 코치직을 7개월 만에 그만 두었다.
현재는 서울특별시 영등포구 신길동에서 2011년 1월 27일부터 현재까지 10년 째 오리고깃집에 생큰통오리 영등포점을 운영하고 있다.

## x밥 발언
신한은행 프로리그 2008 결승전에서 온게임넷 스파키즈와 삼성전자 칸이 맞붙게되었는데 경기 전 차재욱이 상대 팀 삼성전자 칸 소속 프로게이머인 이성은에게 x밥이라는 발언을 하게 된다. 이후 경기에서 승리한 이성은이 상대 팀 부스를 향해 공깃밥을 던지고 빠삐놈 병神 디스코 믹스를 배경음악으로 춤을 추면서 빠삐코 아이스크림을 나눠주는 세레모니를 선보였다.

## 주요 기록
- 2002년 청소년 사이버 게임대전 우승 (문화부장관상)
- 2003년 iTV 신인왕전 2003 준우승(0:3최연성)
- 2004년 제 2회 KT Megapass 프리미어리그 3위
- 2004년 SKY 프로리그 2004 1라운드 개인전 다승왕
- 2004년 SKY 프로리그 2004 2라운드 개인전 다승왕 (공동)
- 2005년 SKY 프로리그 2004 3라운드 결승전 MVP
- 2005년 SKY 프로리그 2004 통합 MVP
- 2005년 신한은행 스타리그 2005 16강
- 2006년 신한은행 스타리그 2006 시즌1 16강
- 2006년 신한은행 스타리그 2006 시즌2 24강
- 2008년 TG삼보 인텔 클래식 시즌3 64강